# Carlos van Wanrooij
Carlos van Wanrooij (Kaatsheuvel, 1 juni 1967) is een Nederlands voormalig profvoetballer die speelde voor VV DESK, RKC Waalwijk, N.E.C., Vitesse, RBC Roosendaal en De Graafschap. Tegenwoordig is hij eigenaar van een bedrijf in verpakkingsmaterialen, Trimbach Dozen.

## Clubstatistieken
| seizoen | club           | competitie     | duels | goals |
| ------- | -------------- | -------------- | ----- | ----- |
| 1987/88 | RKC            | Eerste divisie | 17    | 1     |
| 1988/89 | N.E.C.         | Eerste divisie | 35    | 3     |
| 1989/90 | N.E.C.         | Eredivisie     | 32    | 1     |
| 1990/91 | N.E.C.         | Eredivisie     | 30    | 1     |
| 1991/92 | N.E.C.         | Eerste divisie | 33    | 4     |
| 1992/93 | N.E.C.         | Eerste divisie | 25    | 5     |
| 1993/94 | N.E.C.         | Eerste divisie | 4     | 0     |
| 1994/95 | N.E.C.         | Eredivisie     | 31    | 7     |
| 1995/96 | Vitesse        | Eredivisie     | 24    | 2     |
| 1996/97 | Vitesse        | Eredivisie     | 24    | 2     |
| 1997/98 | RKC Waalwijk   | Eredivisie     | 26    | 2     |
| 1998/99 | RKC Waalwijk   | Eredivisie     | 21    | 0     |
| 1999/00 | RKC Waalwijk   | Eredivisie     | 32    | 2     |
| 2000/01 | RKC Waalwijk   | Eredivisie     | 21    | 1     |
| 2001/02 | RKC Waalwijk   | Eredivisie     | 23    | 2     |
| 2002/03 | RKC Waalwijk   | Eredivisie     | 12    | 0     |
|         | RBC Roosendaal | Eredivisie     | 12    | 0     |
| 2003/04 | RBC Roosendaal | Eredivisie     | 1     | 0     |
|         | De Graafschap  | Eerste divisie | 9     | 0     |